# 富士宮市立大宮小学校
富士宮市立大宮小学校（ふじのみやしりつ おおみやしょうがっこう）は、静岡県富士宮市にある公立小学校。

## 沿革
- 1874年（明治7年） 平等寺（東町）を校舎とし、小学岳麓洞が開校
- 1876年（明治9年） 現在地に移転
- 1887年（明治20年） 公立小学校大宮尋常小学校と改称（学校名に大宮を初めて使用）
- 1942年（昭和17年） 市制施行により富士宮市立大宮国民学校と改称
- 1947年（昭和22年） 学制改革により富士宮市立大宮小学校と改称
- 1957年（昭和32年） プール完成
- 1960年（昭和35年） 特殊学級（特別支援学級）を設置
- 1971年（昭和46年） 野中区が黒田小学校へ編入
- 1978年（昭和53年） 北校舎竣工
- 1979年（昭和54年） 南校舎竣工
- 1979年（昭和54年） ひばりが丘・三園平区が富士見小学校へ編入
- 1985年（昭和60年） 屋内運動場竣工
- 1993年（平成5年） パソコン室設置
- 1995年（平成7年） 学校週5日制の月2回実施となる
- 1997年（平成9年） 市指定研究小中一貫教育「生きる力を育てる開かれた学校づくり」
- 1999年（平成11年） NHK「ようこそ先輩」高野進選手の授業
- 2001年（平成13年） ふるさとおおみや2000（全校児童の学びの冊子）発刊
- 2002年（平成14年） 学校週5日制完全実施
- 2006年（平成18年） 市指定学習指導研究発表会「聴き合う学びをめざす子どもの育成」
- 2008年（平成20年） 北校舎2階に「あおぞら児童クラブ」移転
- 2009年（平成21年） 「富士山学習PARTⅡ発表会」ステージ発表
- 2009年（平成21年） 環境美化教育優良校受賞、学校環境衛生活動優秀校受賞
- 2010年（平成22年） 市指定発表会「自信をもって伝え合う子の育成」副題：学習のユニバーサルデザインを目指した授業改善
- 2010年（平成22年） 児童昇降棟耐震補強工事完了
- 2011年（平成23年） 北校舎耐震補強工事完了
- 2012年（平成24年） 旧校舎解体工事完了
- 2013年（平成25年） 「富士山学習PARTⅡ」ステージ発表
- 2013年（平成25年）　富士山 世界文化遺産登録
- 2017年（平成29年） 「富士山学習PARTⅡ」ステージ発表
- 2021年（令和3年） 市指定発表会「小中連携による主体的・対話的で深い学びを視点にした授業改善」（令和元～3年度）

## 通学区域
常磐区、浅間区、神田区、神田川区、木の花区、城山区、高嶺区、宮本区、二の宮区、琴平区

## 進学先中学校
- 富士宮市立富士宮第二中学校
- 富士宮市立富士宮第三中学校